# Jim Sensenbrenner

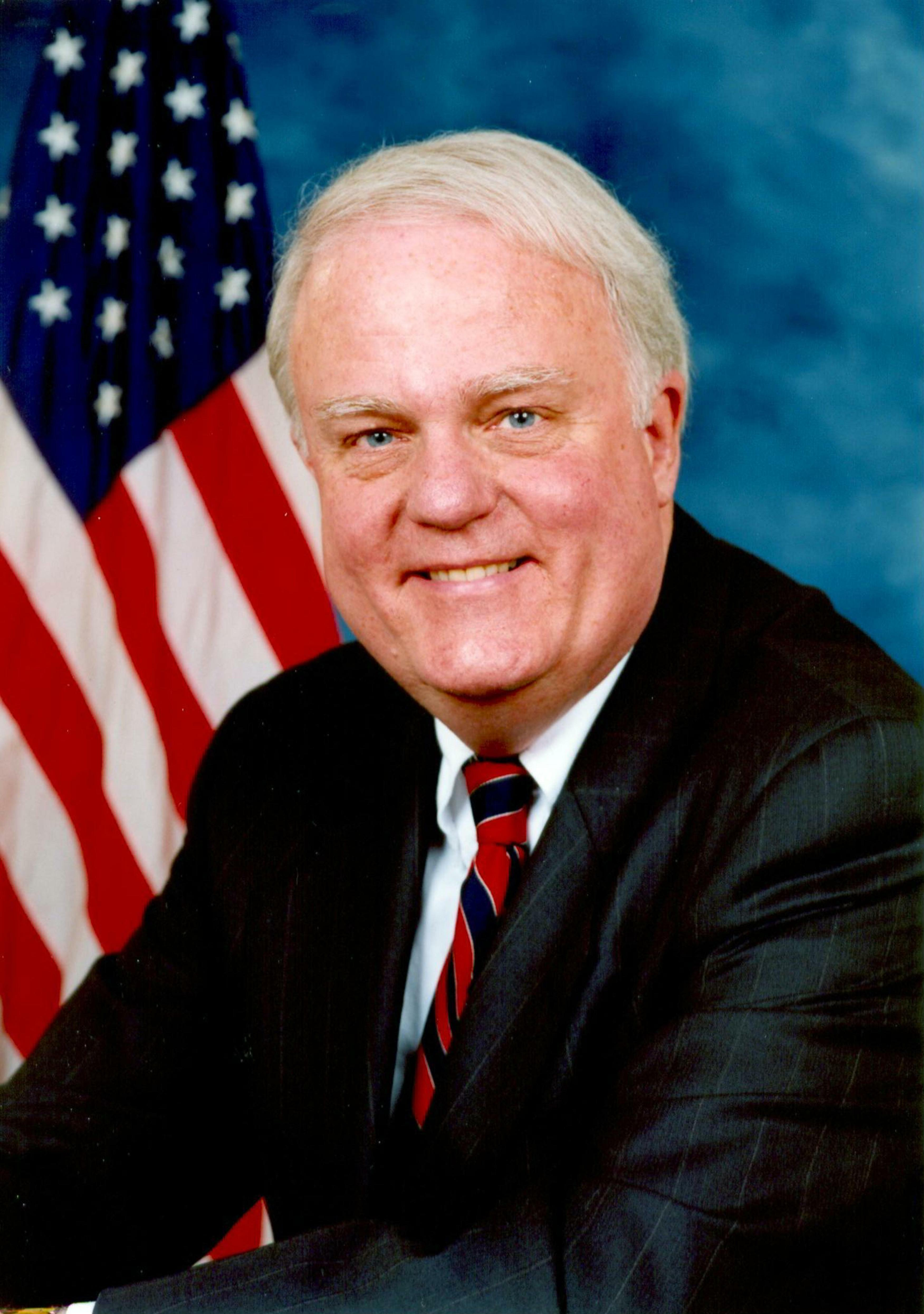
Jim Sensenbrenner

Frank James "Jim" Sensenbrenner, Jr., född 14 juni 1943 i Chicago, Illinois, är en amerikansk republikansk politiker. Han var ledamot i USA:s representanthus 1979–2021 för ett kongressdistrikt i sydöstra Wisconsin (1979–2003 numrerat som Wisconsins nionde distrikt och 2003–2021 som Wisconsins femte distrikt).
Sensenbrenner avlade 1965 sin examen i statskunskap vid Stanford University. Han avlade 1968 sin juristexamen vid University of Wisconsin-Madison. Han gifte sig 1977 med Cheryl Warren. Paret fick två söner, Frank och Bob.
Kongressledamoten Bob Kasten bestämde sig för att kandidera i 1978 års guvernörsval i Wisconsin men förlorade i republikanernas primärval mot Lee S. Dreyfus. Sensenbrenner efterträdde Kasten som kongressledamot 3 januari 1979.
Sensenbrenner var 1998 en av representanthusets åklagare när USA:s president Bill Clinton ställdes inför riksrätt på grund av Lewinsky-affären. Presidenten friades.
Sensenbrenner var ordförande i representanthusets vetenskapsutskott 1997-2001. Han var därefter ordförande i justitieutskottet 2001-2007 men förlorade sin ställning som ordförande som resultat av demokraternas seger i kongressvalet i USA 2006.